# 奧托鎮區 (明尼蘇達州奧特泰爾縣)
奧托鎮區（英語：Otto Township）是位於美國明尼蘇達州奧特泰爾縣的一個行政鎮區，於1883年設立。

## 地方資料
奧托鎮區的面積為92.25平方千米，當中陸地面積為80.42平方千米，而水域面積為11.83平方千米。根據2020年美國人口普查的數據，當地共有人口600人，而人口密度為每平方千米6.5人。